# Nagapattinam (dystrykt)

Dystrykt Nagapattinam na mapie stanu Tamilnadu

Nagapattinam – jeden z dystryków stanu Tamilnadu (Indie). Od północy graniczy z dystryktem Cuddalore, od wschodu z Zatoką Bengalską, od południa z Cieśniną Palk, od zachodu z dystryktami Tiruvarur, Thanjavur i Ariyalur. Na terenie dystryktu Nagapattinam leży dystrykt Karaikal należący do terytorium związkowego Puducherry. Stolicą dystryktu Nagapattinam jest miasto Nagapattinam.